# Africalpe vagabunda
Africalpe vagabunda là một loài bướm đêm thuộc họ Noctuidae. Nó được tìm thấy ở Pakistan và Ai Cập.